# Cornelis Andriesz Boelens Loen
Cornelis Andriesz Boelens Loen (Amsterdam, 3 februari 1552 - Emden, 6 november 1584) was een uit Amsterdam afkomstige bestuurder uit de tijd van de opstand tegen Spanje.

## Biografie
Boelens stamde af van Cornelis Hendricksz Loen en van Andries Boelens, beiden burgemeester van Amsterdam. Zijn vader was Andries Corneliszn Boelen (1517–1573), een Amsterdamse lakenhandelaar die de kant van de opstand tegen Spanje koos en in ballingschap stierf in Emden. De familie Boelens was nauw betrokken bij de geschiedenis van Amsterdam. Cornelis' zus, Alijd (1557–1630), trouwde met Gerrit Bicker. Zij werd de moeder van Jan, Andries, Cornelis en Jacob Bicker.
Boelens werd geboren in Amsterdam in het jaar dat zijn vader daar schepen was. Hij was student te Heidelberg en Doornik en woonde te Emden en Hamburg. Hij trouwde in Emden op 14 juli 1577 met Wendela Luersma (†1584), en woonde na zijn huwelijk in Groningen. Na de Alteratie in 1578, waarbij het katholieke stadsbestuur van Amsterdam werd vervangen door een protestantse, vestigde hij zich weer in Amsterdam. Cornelis Boelens was van 1579 tot 1584 stadsraad en in 1581 schepen. Als gecommitteerde Raad (18 mei 1579 - 24 december 1580) vertegenwoordigde hij het gewest Holland en West-Friesland, en hij was van 8 oktober 1581 tot 4 maart 1583 gedeputeerde bij de Staten-Generaal en bij de Raad van State.  Bij het verraad van Rennenberg in 1580 was Cornelis in Groningen en werd door de Spanjaarden vastgenomen. Zowel het stadsbestuur van Amsterdam als de Staten van Holland zetten zich in om hem vrij te krijgen. Toen hij vrijkwam zocht hij zijn toevlucht tot Willem van Oranje, en diende als een militair leider onder zijn bevel.
Boelens was een vriend van Diederik Jansz Graeff, die net als zijn vader naar Emden was gevlucht.
Cornelis had uit zijn huwelijk met Wendela Luersma  drie dochters van wie er twee jong overleden. Hij had ook nog een buitenechtelijke dochter, Sara Cornelisdr Boelens (1574 - ca. 1633-1636). Een dochter, Aaltje Boelens Loen (1579–1630), trouwde met Jacob Dircksz de Graeff, een zoon van Diederik Jansz Graeff. Uit dit huwelijk kwamen verschillende Amsterdamse bestuurders voort. Cornelis Boelens Loen stierf in 1584 tijdens een reis naar zijn bezittingen in Oost-Friesland en liet zijn grote vermogen na aan deze dochter en haar man. 
- Biografisch Portaal: 95861949